# 1959年世界乒乓球锦标赛
1959年世界乒乓球锦标赛是第二十五届世界乒乓球锦标赛，于1959年3月27日至4月5日在西德多特蒙德举行。这是第二次世界大战后西德首次主办世界乒乓球锦标赛。

## 赛果

### 团体
| 项目                | 金牌                                                 | 银牌                                                                                      | 铜牌                                              |
| 男子团体 斯韦思林杯 | 日本 · 星野展弥 · 村上辉夫 · 成田静司 · 荻村伊智朗   | 匈牙利 · 拜尔齐克·佐尔坦 · 布博尼·佐尔坦 · 弗尔迪·拉斯洛 · László Pigniczki · 西多·费伦茨 | 中國 · 姜永宁 · 容国团 · 王传耀 · 徐寅生 · 杨瑞华 |
| 男子团体 斯韦思林杯 | 日本 · 星野展弥 · 村上辉夫 · 成田静司 · 荻村伊智朗   | 匈牙利 · 拜尔齐克·佐尔坦 · 布博尼·佐尔坦 · 弗尔迪·拉斯洛 · László Pigniczki · 西多·费伦茨 | 南越 · 黎文达 · 梅文和 · 陈康德 · 陈文柳          |
| 女子团体 考比伦杯   | 日本 · 江口富士枝 · 松崎君代 · 难波多慧子 · 山泉和子 | · Cho Kyung-Cha · Choi Kyung-ja · Hwang Yool-ja · Lee Chong-Hi                            | 中國 · 邱钟惠 · 孙梅英 · 叶佩琼                   |

### 单项
| 项目     | 金牌                  | 银牌                                   | 铜牌                              |
| 男子单打 | 容国团                | 西多·费伦茨                            | Richard Miles                     |
| 男子单打 | 容国团                | 西多·费伦茨                            | 荻村伊智朗                        |
| 女子单打 | 松崎君代              | 江口富士枝                             | 邱钟惠                            |
| 女子单打 | 松崎君代              | 江口富士枝                             | 科齐安·埃娃                       |
| 男子双打 | 村上辉夫 荻村伊智朗   | 拉吉斯拉夫·什季佩克 Ludvik Vyhnanovsky | 拜尔齐克·佐尔坦 弗尔迪·拉斯洛     |
| 男子双打 | 村上辉夫 荻村伊智朗   | 拉吉斯拉夫·什季佩克 Ludvik Vyhnanovsky | 汉斯·阿尔塞尔 Ake Rakell          |
| 女子双打 | 难波多慧子 山泉和子   | 江口富士枝 松崎君代                    | 安·海登 黛安娜·罗                 |
| 女子双打 | 难波多慧子 山泉和子   | 江口富士枝 松崎君代                    | 邱钟惠 孙梅英                     |
| 混合双打 | 荻村伊智朗 江口富士枝 | 村上辉夫 松崎君代                      | 王传耀 孙梅英                     |
| 混合双打 | 荻村伊智朗 江口富士枝 | 村上辉夫 松崎君代                      | 拜尔齐克·佐尔坦 福尔考什·吉泽尔洛 |